# Condado de Ravensberg
El Condado de Ravensberg (del alemán: Grafschaft Ravensberg) fue un condado histórico del Sacro Imperio Romano Germánico. Su territorio se encontraba en la parte oriental de la presente Westfalia, Alemania, al pie del Osning o Bosque de Teutoburgo.

## Historia

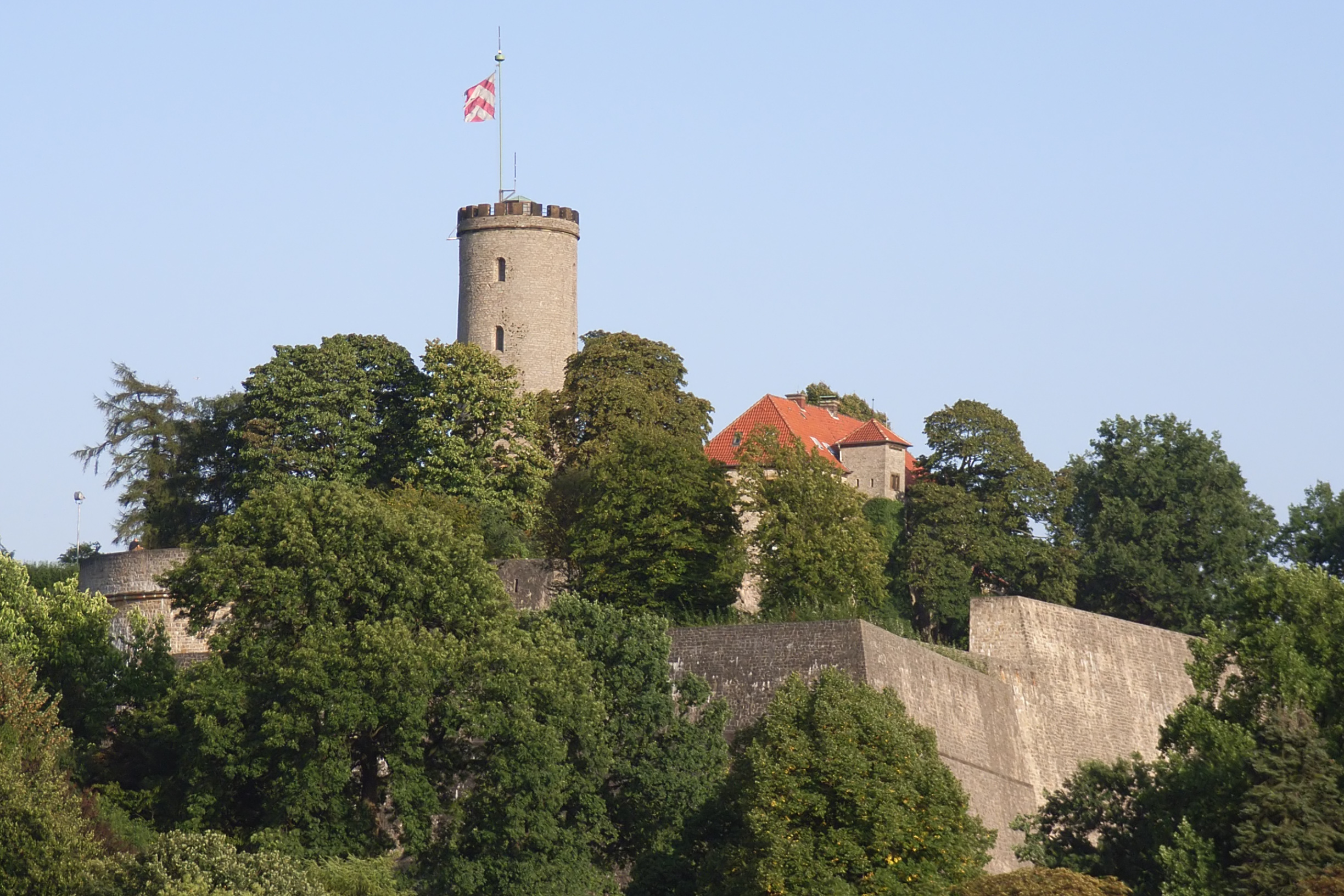
Castillo de Sparrenburg.

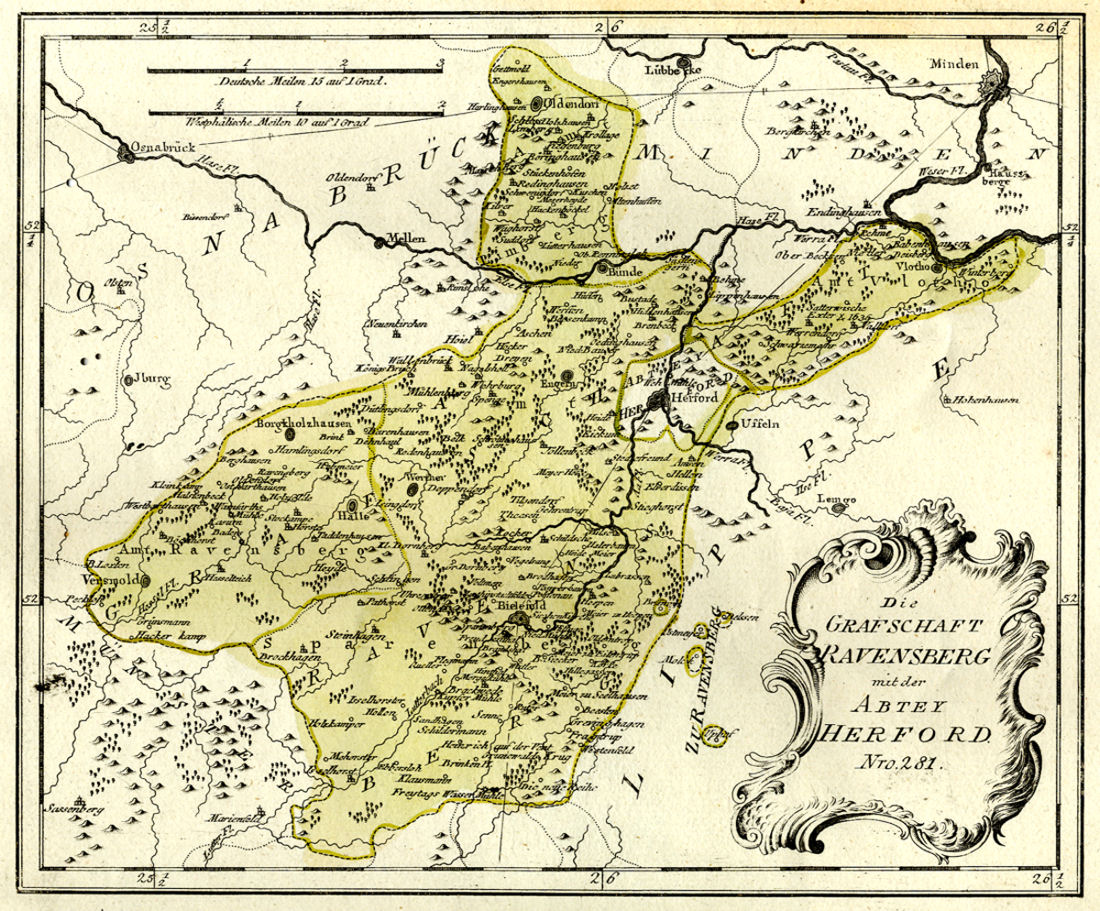
Mapa histórico del Condado de Ravensberg (1798).

Ravensberg fue mencionado por primera vez en el siglo XII; su primera capital fue Burg Ravensberg. Los Condes de Ravensberg después se hicieron con el Castillo de Sparrenburg construido en Bielefeld ca. 1240-50, que hicieron su sede.
El condado más tarde fue heredado por el Ducado de Berg en 1346, que a su vez se convirtió en parte del Ducado de Jülich-Berg en 1423, y en último término de los Ducados Unidos de Jülich-Cléveris-Berg en 1521.
Después de la Guerra de sucesión de Jülich en el Tratado de Xanten en 1614, el Condado de Ravensberg cayó en manos del Margraviato de Brandeburgo, que se convirtió en el Reino de Prusia en 1701, y fue administrado dentro de la unidad administrativa Minden-Ravensberg desde 1719-1807, cuando fue disuelto durante las guerras napoleónicas.
Junto con Bielefeld, otras comunidades en el Condado de Ravensberg eran Borgholzhausen, Halle, Steinhagen, Versmold, Werther, Isselhorst (ahora parte de  Gütersloh), Enger, Hiddenhausen, Rödinghausen, Spenge, Herford (excepto para Falkendiek), Bünde (excepto para Dünne y Spradow), Vlotho (excepto para Uffeln), Kirchlengern al sur del Werre, Preußisch Oldendorf (excepto para Hedem y Lashorst) y Bad Oeynhausen al sur del Werre.

## Gobernantes

### Casa de Calvelage-Ravensberg
- Hasta 1144 Hermann I
- ca.1140 -ca.1170 Otto I
- ca.1160 -ca.1180 Heinrich
- ca.1175 -ca.1220 Hermann II
- ca.1220 -1244 Otto II
- ca.1220 -1249 Ludwig
- 1249-1306 Otto III
- 1306-1328 Otto IV
- 1328-1346 Bernardo

### Casa de Jülich
1348-1395 en unión personal con Berg, desde 1437 con Jülich-Berg
- 1346-1360 Gerardo I
- 1360-1408 Guillermo I, dejó gobernar a sus dos hijos:
- 1395-1403 Adolfo
- 1403-1428 Guillermo II
- 1428-1475 Gerardo II
- 1475-1511 Guillermo III

### Casa de La Marck, Duques
– desde 1521 una parte de los Ducados Unidos de Jülich-Cléveris-Berg –
- 1511-1539 Juan
- 1539-1592 Guillermo V
- 1592-1609 Juan Guillermo I

### Casa de Hohenzollern
- desde 1614 Margraves de Brandeburgo y Reyes de Prusia -
- 1614-1619 Juan Segismundo de Hohenzollern
- 1619-1640 Jorge Guillermo, hijo
- 1640-1688 Federico Guillermo I, hijo
- 1688-1713 Federico I, hijo, Rey en Prusia desde 1701
- 1713-1740 Federico Guillermo I, hijo, Rey en Prusia
- 1740-1786 Federico II, hijo, Rey de Prusia desde 1772
- 1786-1797 Federico Guillermo II, sobrino, Rey de Prusia
- 1797-1807 Federico Guillermo III, Rey de  Prusia

A Francia por el Tratado de Tilsit de 1807, incorporado en el Reino de Westfalia